# Ajuntament de Sevilla

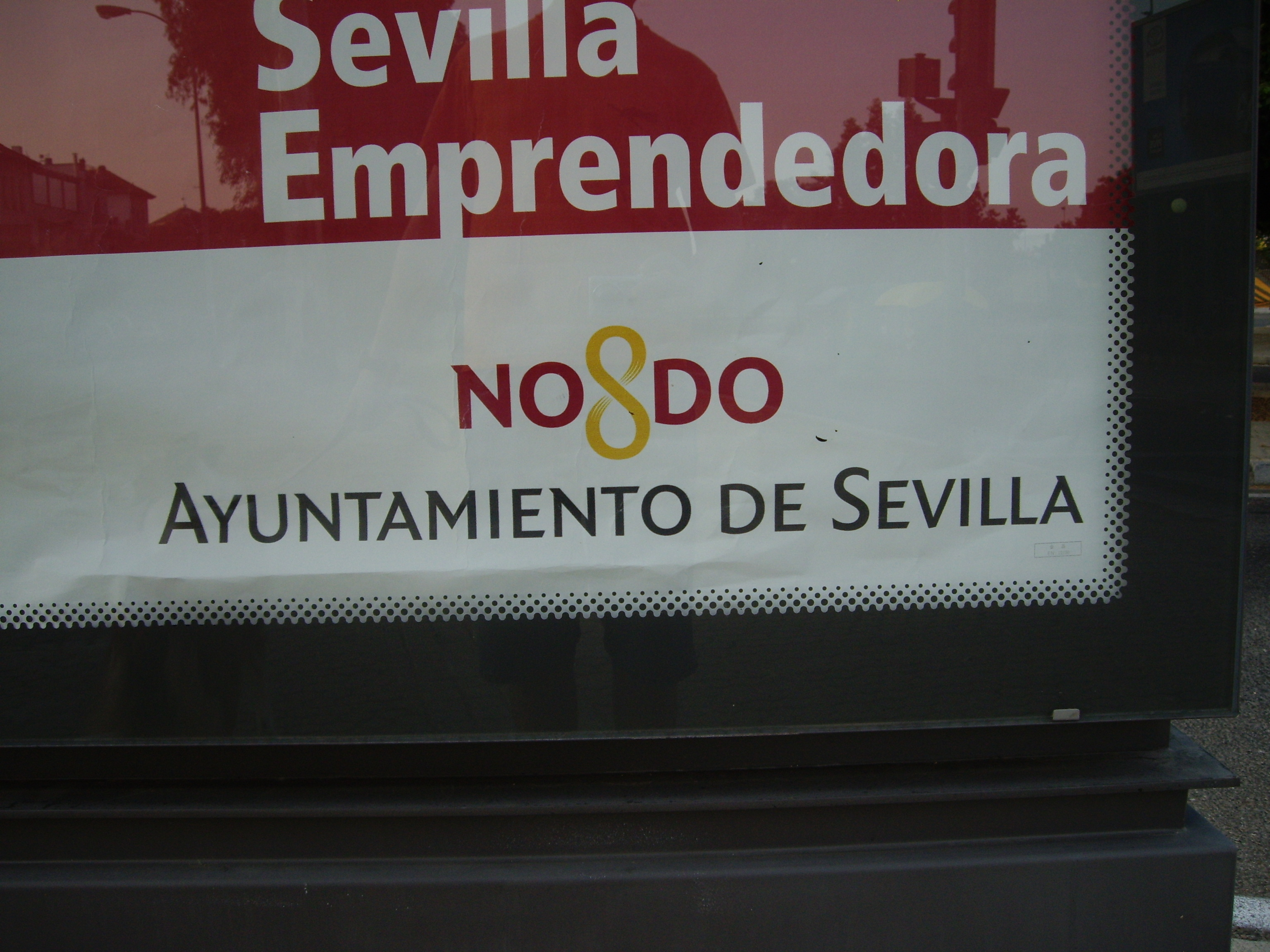
Logotip de l'Ajuntament de Sevilla en una tanca publicitària d'un carrer de la ciutat

 L'Ajuntament de Sevilla és una de les quatre administracions públiques amb responsabilitat política a la ciutat de Sevilla, al costat de l'Administració General de l'Estat, la Junta d'Andalusia, i la Diputació de Sevilla.

## Edifici

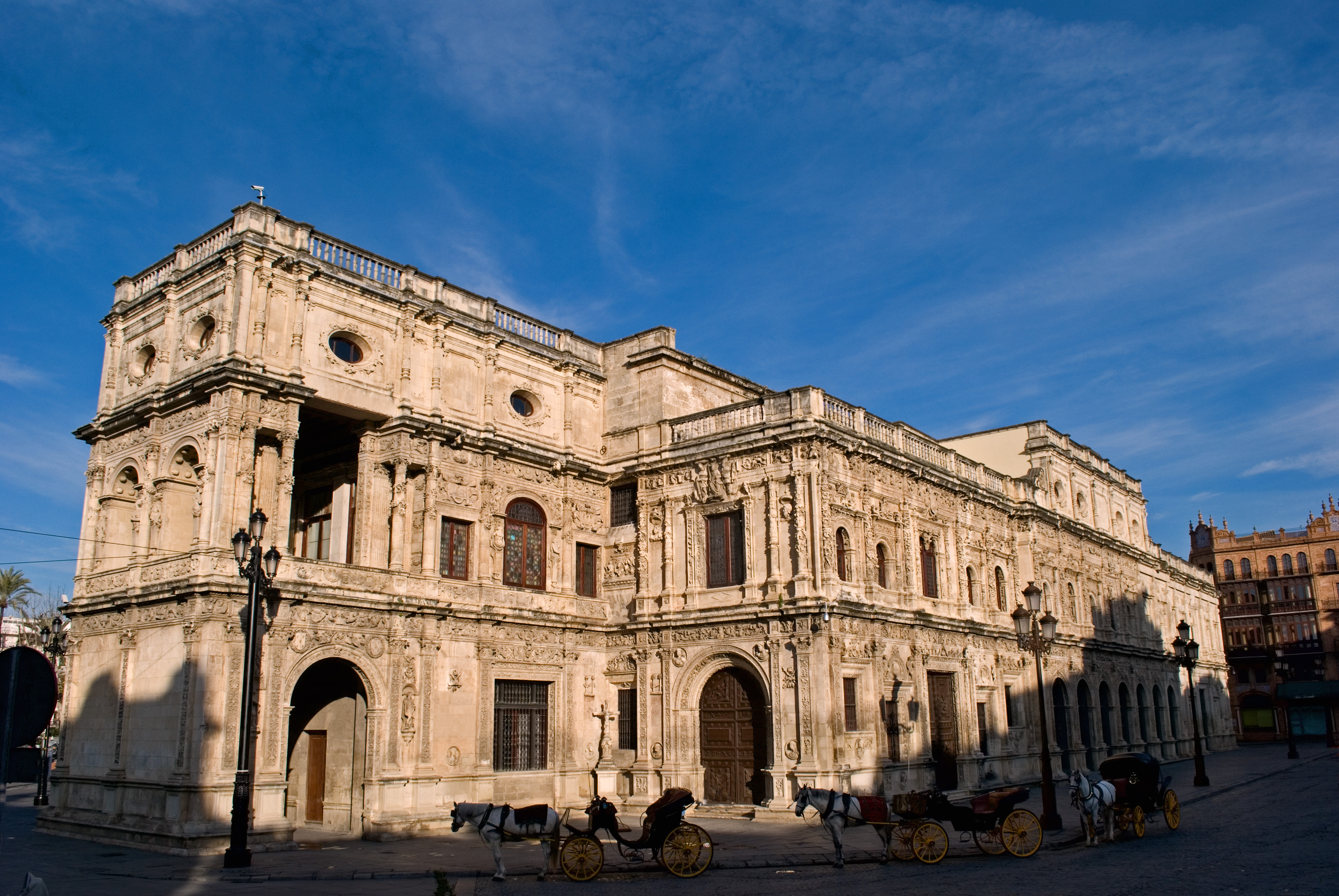
Façana plateresca del segle XVI a la Plaça de San Francisco

L'edifici històric que ocupa l'Ajuntament constitueix una de les mostres més notables de l'arquitectura plateresca. Està situat en la Plaça Nueva. Es va començar a edificar al segle xv per Diego de Riaño, el mestre va executar el sector meridional de l'Ajuntament, l'arquet de comunicació amb el monestir franciscà i dues plantes recobertes de relleus platerescs amb representacions de personatges històrics i mítics, heràldiques i emblemes al·lusius als fundadors de la ciutat, com Hèrcules i Juli Cèsar. Aquesta seu va ser reformada en el s. XIX per Demetrio de los Ríos i Balbino Marrón, els qui van traçar una nova façana principal, orientada a la Plaça Nueva, de tall neoclàssic. En el projecte d'ampliació, van modelar i van dirigir els treballs de talla els següents escultors, per ordre van ser: Pedro Domínguez López (1898-1914), José Ordóñez Rodríguez (1914-1929) i Manuel Echegoyán (1955-1974). Alhora, van reorganitzar l'interior al voltant de dos patis i una gran escala.

## Organització municipal

Districtes de Sevilla i municipis limítrofs.

L'administració política de la ciutat es realitza a través d'un Ajuntament de gestió democràtica que cada quatre anys, amb el conjunt de municipis d'Espanya, es trien els seus components. Per llei, i en funció del nombre d'habitants que té la ciutat, el nombre de regidors d'elecció directa que componen l'Ajuntament són 33. En les últimes Eleccions Municipals celebrades en 2019, la constitució de l'Ajuntament va ser de 13 regidors pertanyents al Partit Socialista (PSOE-A), 8 regidors pertanyents al Partit Popular (PP), 4 a Endavant Andalusia, 4 a Ciutadans i 2 a VOX. Com a conseqüència d'aquests resultats es va formar un govern del PSOE-A en minoria i el Ple Municipal va escollir alcalde per 4 anys Juan Espadas.
Per aconseguir la desitjada qualitat dels diferents serveis que els diferents Ajuntaments presten a la seva ciutadania, es facilita la possibilitat de realitzar una divisió de naturalesa orgànica en els seus termes municipals. La ciutat de Sevilla i la seva divisió per districtes es regeix pel Reglament Orgànic de les Juntes Municipals de Districtes, que va ser acordat per l'Ajuntament durant el ple del 14 de juliol de 2005.
Amb l'objectiu de la desconcentració i buscant la participació ciutadana, Sevilla es divideix en 11 districtes diferents l'expansió geogràfica que difereixen poblacionalment molt els uns d'uns altres segons mostra la gràfica, corresponent la major població als districtes perifèrics. Tots ells estan organitzats mitjançant una Junta Municipal de Districte amb el seu corresponent delegat, oficines administratives, i representants de les associacions veïnals de la zona.
Des que es van constituir els ajuntaments democràtics a les eleccions municipals espanyoles de 1979 s'han produït moltes formes de govern de la ciutat a través de les diferents coalicions de govern que s'han creat, ja que no hi ha hagut mai l'hegemonia de cap partit polític sobre uns altres. No obstant això, a les eleccions municipals de 2007, ha desaparegut per primera vegada el Partit Andalusista (PA) de l'Ajuntament i s'ha acrescut el bipartidisme PSOE-PP, si bé per governar el PSOE ha hagut de formar coalició amb els tres edils d'Esquerra Unida Los Verdes Convocatòria per Andalusia (IULVCA) per fer possible la majoria de govern.
| Partit polític                          | 2007    | 2007  | 2007     | 2003    | 2003  | 2003     |
| Partit polític                          | Vots    | %     | Regidors | Vots    | %     | Regidors |
| Partido Popular (PP)                    | 128.776 | 41,84 | 15       | 119.395 | 35,04 | 12       |
| Partit Socialista Obrer Espanyol (PSOE) | 124.534 | 40,46 | 15       | 130.958 | 38,43 | 14       |
| Izquierda Unida-Los Verdes (IULVCA)     | 25.772  | 8,37  | 3        | 30.443  | 8,93  | 3        |
| Partit Andalusista (PA)                 | 13.839  | 4,48  | 0        | 41.805  | 12,27 | 4        |

| Període   | Nom de l'alcalde                         | Coalició de Govern |
| --------- | ---------------------------------------- | ------------------ |
| 1979-1983 | Luis Uruñuela Fernández (PSA)            | PA-PSOE-PCE        |
| 1983-1991 | Manuel del Valle Arévalo (PSOE)          | PSOE               |
| 1991-1995 | Alejandro Rojas Marcos de la Viesca (PA) | PA-PP              |
| 1995-1999 | Mª Soledad Becerril Bustamante (PP)      | PP-PA              |
| 1999-2003 | Alfredo Sánchez Monteseirín (PSOE)       | PSOE-PA            |
| 2003-2007 | Alfredo Sánchez Monteseirín (PSOE)       | PSOE-IU            |
| 2007-2011 | Alfredo Sánchez Monteseirín (PSOE)       | PSOE-IU            |
| 2011-     | Juan Ignacio Zoido Álvarez (PP)          | PP                 |

Àrees de servei municipals
La gestió executiva municipal està organitzada per àrees de govern al capdavant de les quals hi ha un regidor de l'equip de govern. Cada àrea de govern té diverses delegacions en funció de les competències que se li assignen i que són variables d'uns governs municipals a uns altres.
L'equip de govern de 2008 està estructurat a les següents àrees de govern: Àrea de Benestar, Àrea de Coordinació, Àrea d'Innovació, Àrea de Socio-Economia i Àrea d'Urbanisme.